# 冨茂昌
冨 茂昌（ふ もしょう、1643年（崇禎16年） - ?）は琉球王国の士族。大和名は新田親方宗則。1670年、耳目官（進貢船長官）として清に朝貢、清朝との交易許可を得る。物奉行、表十五人などを歴任。

## 人物概要
第二尚氏王朝の第三代国王尚真の四男尚龍徳・越来王子朝福の曾孫。尚豊王の三従兄弟  
にあたり、その夫人・眞南風按司の養子となった。
冨茂昌は生前使用していた唐名である。氏名と名乗り頭が決められたのは1691年であるため、名乗りである宗則（朝則）は晩年、ないしは死後につけられたものであったと推測される。呉姓としての唐名は伝わっていない。
宴席で同席者を楽しませる才があり、国王にも好かれ、琉球に禁酒令がでた際（尚質王代の質素倹約令か）も新田親方の首里邸宅（新田殿内）では泡盛所有が認められていたという逸話が残る。
子孫に琉球演劇沖縄芝居（大伸座）の仲地宗寛（新田親方から数えて九代目当主）などがいる。

## 経歴
尚貞二年、康煕九年（1670年）尚貞王の耳目官（進貢船長官）として正議大夫・蔡国器・大宜味親雲上（蔡氏儀間殿内分家九世、後の高良親方）らと共に進貢船二隻で閲に赴き清に朝貢。同船に、日本初の全身麻酔手術で知られる魏士哲・高嶺徳明が進貢船に祭っている天妃に香を捧げる役職である総官として同乗していた。この時、程順則の父である程泰詐が進貢在船都通事に任命されていたが、病気のために辞退している。
10月10日那覇港発、11月15日閲に到着。
台風にあい、進貢第二号船が福州沖を漂流中に閲江の入り口となる五虎門にほど近い海塘山付近で海賊に襲われ、乗り組み員のほとんどが殺され、積荷を奪い取られ、7,8人が賊に連れ去られた。進貢第二号船には進貢船の買付長山城親雲上興平（擁氏四世）の供として寵氏分家六世友奇筑登之長清が乗船していたが、友寄は海賊に殺された（貨物を奪われて帰国した山城は咎められ、石垣島に流刑となり、15年後同島で客死）。通事として二号船に乗船していた阮世隆（阮氏浜比嘉家三世）もこの時に殺された。その後、陸路北京に赴き、清朝に交易を願い出、許可される。その際、康煕帝に拝謁したと推測される。
同11年（1672年）6月帰国。
この時、琉球陶芸の麒麟児宿藍田（宿藍田・平田親雲上典通）は福州へ留学、帰国後国王の冠服に用いる五色の珠玉を製作。その後も釉薬の研究を続け、1682年には、復元された首里城の棟を飾る龍頭・獅子頭も作製している。
その後親方位に昇り、物奉行などを歴任、表十五人に名を連ねる。沖縄本島北部地方の新田村地頭職であったと推測さる。

## 系譜
第二尚氏王朝の第三代国王尚真の四男尚龍徳・越来王子朝福の孫で向恭安・屋良按司朝久の次男（嘉味田殿内分家四世）。尚豊王夫人・眞南風按司（1592年生～1658年卒）と尚豊王の間に子ができなかったため、眞南風按司は新田親雲上（後の新田親方）に自分の家督を継がせた）。最終的には、王府の命により呉氏幸地親雲上宗冨（尚豊王夫人・眞南風按司の弟）が姉の跡目となり、新田宗則がその猶子となった（「公儀の協議で猶子となる」）。おそらく男子が居なかった幸地親雲上宗冨の家統継承問題を円満に解決するためであったと推測できる。
1691年に系図座が設けられた際には呉姓を賜り、以降子孫の名乗り頭は「宗」となった。徳川吉宗の将軍職在任中は「宗」の字が禁止となったため、一門はすべて名乗り頭に「保」を用いた。子孫の一部は吉宗死後も「保」を名乗り頭として用い続けている。
琉球末期に編纂された「氏集」で新田系統は泊宗重を元祖とする呉氏に分類されているが、呉明倫・幸地親雲上は実兄である呉郡尹・我那覇親雲上と唐名の一文字目が異なることや、一門に伝わる家系図などによると、幸地親雲上は呉氏我那覇家からの継出であり、新田親方の系統は尚豊王夫人・眞南風按司を家祖とする家であった事がわかる。（王府による門中分類は「制度的に作られた、純粋に血筋だけではない擬制的な血族集団」であり、実際の門中祭祀・親族付き合いとは一致しない場合もあった。）現在に至るまで新田親方の子孫（仲地家、又吉家、新田家がある）は向氏嘉味田殿内の分家筋として向氏屋良家ら一門とともに門中行事を行っている。

## 家族表
- 祖父：向恭安・越来按司朝村（嘉味田殿内二世）
- 祖母：眞鶴金・君辻按司加那志（尚清王第七王子伊江御殿一世尚宗賢・伊江王子朝義娘）
  - 父：向成章・屋良按司朝久
  - 母：不詳
    - 兄（長男）：向思忠・朝休（按司の位を放棄し平民に降格。西原親方を追号。）
    - 弟（三男）：向思泰・屋良按司朝林

- 継親：尚豊王夫人・眞南風按司（後に幸地親雲上宗冨）

- 室：不詳（呉氏幸地親雲上宗冨娘真牛金？）
  - 長男：仲地親雲上宗盆（宗直）（久米島仲地村地頭職）
  - 次男：新田里之子親雲上宗高（宗茂）（又吉家祖）
  - 長女：眞亀
  - 次女：眞勢仁
  - 三女：眞伊金